# Форум исследования болезни Альцгеймера
Alzheimer Research Forum, AlzForum, «Исследовательский форум по болезни Альцгеймера» — интернет-ресурс, цель которого — распространение информации о научных работах, посвящённых заболеванию, а также предоставление онлайн-площадки учёным для обмена мнениями и разработки гипотез. Помимо популярных обзоров свежих публикаций, на сайте находится открытая генетическая база данных по болезни, «AlzGene», регулярно пополняемая новыми данными. Другая база (англ. Current Papers) содержит краткие описания статей, связанных с болезнью Альцгеймера, и еженедельно пополняется новыми данными из PubMed.